# Yu Ying-Ying
Yu Ying-Ying (25 de enero de 1980) es una deportista taiwanesa que compitió en judo. Ganó una medalla de bronce en el Campeonato Asiático de Judo de 2001 en la categoría de –48 kg.

## Palmarés internacional
| Representando a China Taipéi |                       |                   |           |
| Campeonato Asiático          |                       |                   |           |
| Año                          | Lugar                 | Medalla           | Categoría |
| 2001                         | Ulán Bator (Mongolia) | Medalla de bronce | –48 kg    |